# Косешти (Хунедоара)
Косешти (рум. Cosești) насеље је у Румунији у округу Хунедоара у општини Лапуђу Де Жос. Oпштина се налази на надморској висини од 246 m.

## Становништво
Према подацима из 2002. године у насељу је живело 86 становника, од којих су сви румунске националности.